# Região metropolitana de Mérida (Venezuela)
A Região metropolitana de Mérida é uma aglomeração urbana formada pela cidade de Mérida, na Venezuela. Embora Mérida não esteja totalmente conurbada com cidades vizinhas, a região metropolitana tem acelerado o seu processo de integração através do desenvolvimento urbano da cidade de Mérida, que conurbou-se com as cidades de Ejido e Tabay.